# Nomada obtusifrons
Nomada obtusifrons là một loài Hymenoptera trong họ Apidae. Loài này được Nylander mô tả khoa học năm 1848.

## Hình ảnh

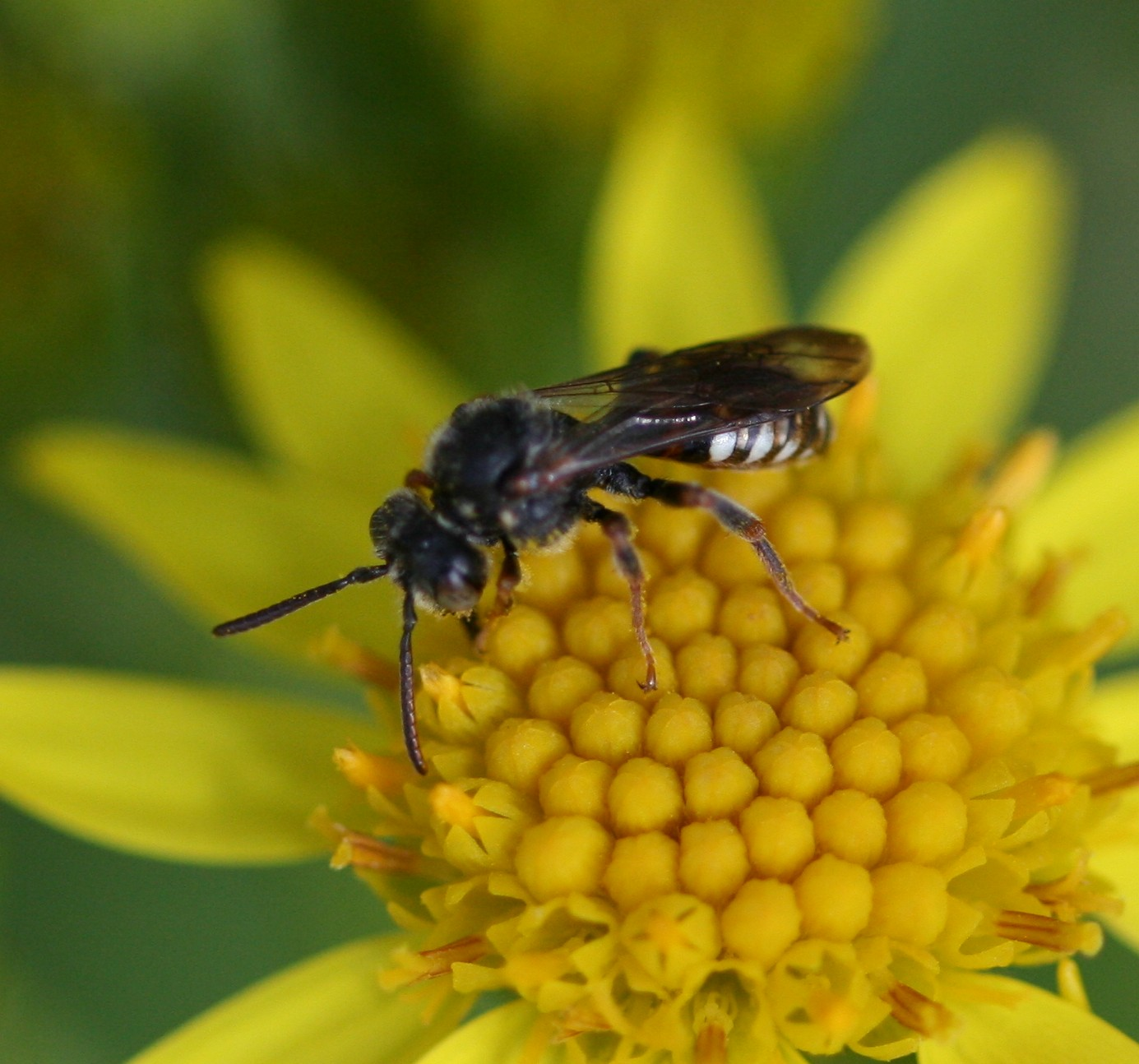